# جيمي مارتينيز
جيمي مارتينيز (بالإسبانية: Jimmy Martínez)‏ (26 يناير 1997 في تشيلي - ) هو لاعب كرة قدم تشيلي في مركز الوسط. لعب مع هواتشيباتو.

## وصلات خارجية
- جيمي مارتينيز على موقع قاعدة بيانات كرة القدم.إي يو (الإنجليزية)
- جيمي مارتينيز على موقع ناشيونال فوتبول تيمز (الإنجليزية)
- جيمي مارتينيز على موقع Soccerway.com (الإنجليزية)
- جيمي مارتينيز على موقع عالم كرة القدم.نت (الإنجليزية)
- جيمي مارتينيز على موقع AS.com (الإسبانية)